# Semion Kougoulski
Semion Lazarevitch Kougoulski (ou Kegoulski, né Kegoulikhes, en russe : Семён Лазаревич Кугульский, Кегульский, Кегулихес, le 19 juillet 1862 et mort à Odessa en 1954) est un journaliste et éditeur russe et soviétique.

## Biographie
Semion Lazarevitch est d'une famille bourgeoise. Le père, le pharmacien Lazare Iankevitch Kegoulikhes, est propriétaire d'une pharmacie à Odessa. Semion commence le journalisme en 1882, d'abord sous le pseudonyme de S. Kegoulski, puis quelques années plus tard de S. Kougoulski. Il écrit dans la Feuille de Tiflis («Тифлисском листке»), dont il devient en 1886-1887 rédacteur-éditeur. 
À Moscou il est rédacteur-éditeur des Nouvelles de la saison («Новостей сезона»), publie dans Le Matin de la liberté («Утре свободы»), et est ensuite rédacteur en chef du Matin de la capitale («Столичного утра»). Le Matin de la liberté et Le Matin de la capitale sont fermés par le gouverneur général sur le fondement du règlement de sécurité renforcée (ru) adopté dans le cadre des contre-réformes d'Alexandre III. 
Il introduit pour la première fois en Russie la publicité, déjà entrée en vigueur en Europe occidentale, dans Les Nouvelles du jour («Новостях дня»).